# ماش سیاه
قره‌ماش یا ماش سیاه (نام علمی: Vigna mungo)، لوبیایی است که در شبه‌قاره هند رشد می‌کند. مثل خویشاوندش ماش از سردهٔ لوبیا به سردهٔ ماش تغییر یافته و جزو آن طبقه‌بندی شده‌است. ماش سیاه از هندوستان منشأ گرفته‌است. این گیاه از زمان‌های قدیم در هندوستان کشت می‌شد و یکی از مهمترین حبوبات آن کشور و پاکستان است و به‌طور گسترده‌ای در آشپزی پنجاب مورد استفاده قرار می‌گیرد. ناحیه آندرای ساحلی در آندرا پرادش به خاطر ماش سیاهش معروف است. بخش گنتور در آندرا پرادش در تولید ماش سیاه رتبهٔ یک را به خود اختصاص داده‌است. ماش سیاه به مناطق دیگر گرمسیری مثل:کارائیب، فیجی، موریس و آفریقا بیشتر توسط مهاجران هندی معرفی شده‌است.

## مواد مغذی
ماش سیاه بسیار مغذی است زیرا حاوی مقادیر بالای پروتئین (۲۵ گرم / ۱۰۰ گرم)، پتاسیم (۹۸۳ میلی‌گرم / ۱۰۰ گرم)، کلسیم (۱۳۸ میلی‌گرم / ۱۰۰ گرم)، آهن (۷٫۵۷ میلی‌گرم / ۱۰۰ گرم)، نیاسین (۴۴۷ میلی‌گرم / ۱۰۰ گرم) تیامین (۰٫۲۷۳ میلی‌گرم / ۱۰۰ گرم) و ریبوفلاوین (۰٫۲۵۴ میلی‌گرم / ۱۰۰ گرم) است. ماش سیاه مکمل اسید آمینه‌های ضروری موجود در اکثر غلات است و نقش مهمی در رژیم‌های غذایی مردم نپال و هند دارد. مفید بودن ماش سیاه در کاهش سطح کلسترول بالا نشان داده شده است.